# VI Korpus Armijny (Cesarstwo Niemieckie)

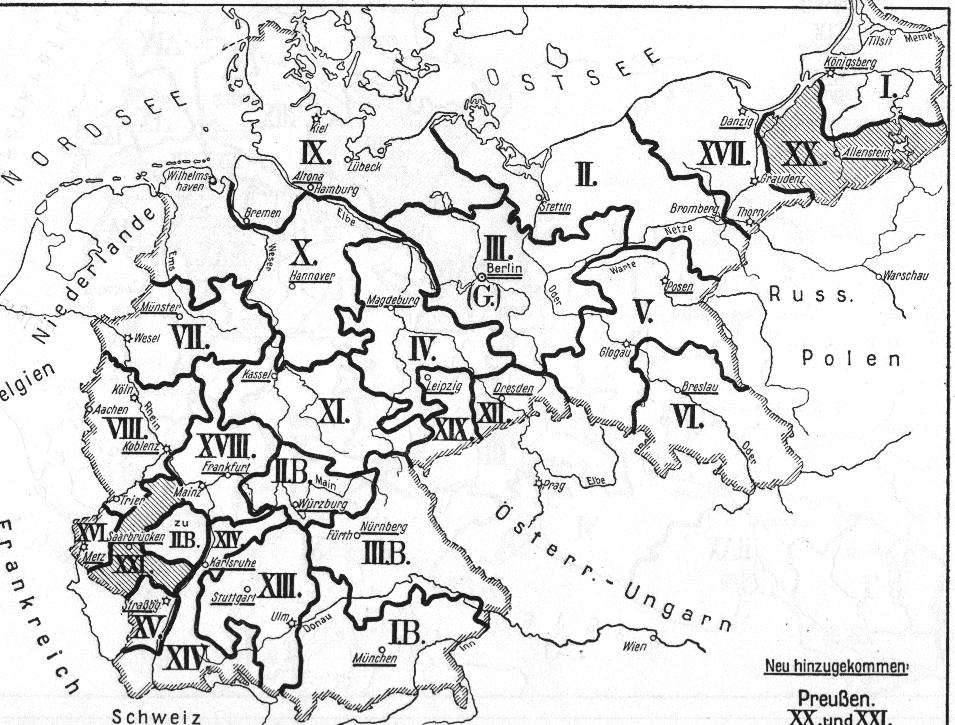
Zasięg korpusów w 1914

VI Korpus Armijny (niem. Das VI. Armee-Korps) – korpus armijny okresu Cesarstwa Niemieckiego, z dowództwem we Wrocławiu. 
Podczas wojny francusko-pruskiej (1870–1871) korpusem dowodził Wilhelm von Tümpling. Ważniejsze bitwy stoczył pod Sedanem i Chevilly-Larue, brał udział w oblężeniu Paryża. W czasie I wojny światowej podlegał VIII Inspekcji Armii Cesarstwa Niemieckiego.  Barwą VI KA był kolor cytrynowy.

## Charakterystyka
29 czerwca 1912 armię niemiecką zorganizowano w 25 korpusów prowadzących rekrutację na terenach 22 terytorialnych okręgów korpuśnych. Każdy korpus tworzyły dwie dywizje piechoty, zwykle o kolejnych numerach. Korpusy zgrupowane były w osiem inspekcji armii.
W sierpniu 1914 rozwinięto w Niemczech do etatów wojennych związki operacyjne (armie). W skład 4 Armii wszedł między innymi VI Korpus Armijny. W I wojnie światowej walczył na froncie zachodnim.
Korpus na stopie wojennej początkowo składał się ze sztabu korpusu, oddziałów korpuśnych i dwóch dywizji piechoty. Jednak wojna pozycyjna wymusiła bardziej płynną organizację korpusów, która umożliwiałaby przerzucanie nawet do sześciu dywizji na odcinki korpusów znajdujących się na głównym wysiłku obrony. Reformę tę sformalizowano w grudniu 1916, a Korpus od tej pory traktowano jako tymczasowe zgrupowanie poszczególnych dywizji.

## Skład
- 11 Dywizja (niem. 11. Division) we Wrocławiu
- 12 Dywizja (niem. 12. Division) w Nysie
- 11 Brygada Kawalerii (niem. 11. Kavalerie-Brigade) we Wrocławiu
- 44 Brygada Kawalerii (niem. 33. Kavalerie-Brigade) w Gliwicach
- 2 Śląski batalion strzelców (niem. 2. Schlesisches Jäger-Bataillon Nr. 6) po 1873 w Oławie[10]
- 8 oddział karabinów maszynowych (niem. Maschinengewehr-Abteilung Nr. 8) w Oławie[11]
- 6 Regiment Artylerii Pieszej „von Dieskau” (Śląski) (niem. Fußartillerie-Regiment „von Dieskau” (Schlesisches) Nr. 6) w Głogowie
- 6 Śląski batalion saperów (niem. Schlesisches Pionier-Bataillon Nr. 6) w Nysie
- 6 Śląski batalion taborowy (niem. Schlesisches Train-Bataillon Nr. 6) we Wrocławiu

## Dowódcy

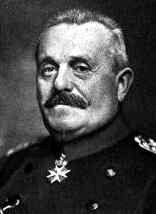
Remus von Woyrsch

Dowódcy po 1866:
| Stopień wojskowy  | Nazwisko                               | Data powołania |
| ----------------- | -------------------------------------- | -------------- |
| generał artylerii | Konstanz von Heineccius                | 1917           |
| generał piechoty  | Julius Riemann                         | 1916           |
| generał kawalerii | Georg von der Marwitz                  | 1915           |
| generał piechoty  | Ernst von Bacmeisterl                  | 1914           |
| generał piechoty  | Kurt von Pritzelwitz                   | 1911           |
| generał piechoty  | Remus von Woyrsch                      | 1904           |
| generał piechoty  | Bernard III, książę Saksonii-Meiningen | 1896           |
| generał artylerii | Eduard Julius von Lewinski             | 1889           |
| generał piechoty  | Oktavio Philipp von Boehn              | 1886           |
| generał kawalerii | Hermann von Wichmann                   | 1885           |
| generał kawalerii | Wilhelm von Tümpling                   | 1866           |
| generał kawalerii | Louis von Mutius                       | 1866           |